# 1804
[[Категорија:1805
.| ]]
1804 је била преступна година.

## Догађаји

### Јануар
- 1. јануар — Окончана је француска власт над Хаитијем.

### Фебруар
- 2/14. фебруар - Одржан Збор у Орашцу. Под командом Ђорђа Петровића Карађорђа, Срби у Београдском пашалуку почели буну против Дахија. Ово је у наредним месецима и годинама прерасло у Први српски устанак, те у Српску револуцију за стварање независне државе на територији освојеној од Турака у 14. и 15. веку.
- 16. фебруар — У Сибници је вођена прва борба Карађорђа са устаницима против дахија.

### Март
- 20. март — Наполеон Бонапарта у Паризу се симболично крунише за цара Француске, узимајући круну из папиних руку и стављајући је себи на главу.

### Април
- 7. април — Српски устаници предвођени Карађорђем победили су јаничарску војску у бици код Баточине.
- 24. април/6. мај - 3/15. мај — Остружничка скупштина
- 28. април — Битка код Чокешине

### Јул
- 24. јул — Српска потера предвођена Миленком Стојковићем ухватила је и погубила на дунавском острву Ада Кале београдске дахије Аганлију, Кучук Алију, Мулу Јусуфа и Мехмеда Фочића.

### Август
- 11. август — Франц II проглашен за првог цара Аустријског царства.

### Децембар
- 2. децембар — Папа Пије VII у Паризу крунисао је Наполеона Бонапарту за цара Француске.

### Датум непознат
- Ослобођена већина Шумадије и Мачве у Првом српском устанку.

## Рођења

### Март
- 14. март — Јохан Штраус Старији, аустријски композитор († 1849)

### Август
- 23. новембар — Френклин Пирс, 14. председник САД

## Смрти

### Јануар
- 3. јануар — Николај Љвов, песник, музичар, архитекта, представник руског просветитељства. (* 1753)
- 29. јануар — Хаџи-Рувим, архимандрит манастира Боговађе. (* 1754)

### Фебруар
- 4. фебруар — Алекса Ненадовић, српски кнез. (* 1749)
- 4. фебруар — Илија Бирчанин, кнез Подгорске кнежине Ваљевске нахије. (* 1764)
- 6. фебруар — Џозеф Пристли, британски хемичар, писац, учитељ и политичар. (* 1733)
- 8. фебруар — Џозеф Пристли, енглески хемичар и филозоф. (* 1733)
- 12. фебруар — Имануел Кант, немачки филозоф, један од најутицајнијих умова у филозофији модерног доба. (* 1724)

### Април
- 11. април — Миклош Кизмич словеначки писац, римокатолички свештеник, преводилац. (* 1737)

### Јун
- 18. јун — Марија Амалија Аустријска, ћерка аустријске краљице Марије Терезије и цара Франца I. (* 1746)

### Јул
- 12. јул — Александар Хамилтон, амерички економиста и политичар

### Август
- 19. август — Бартелеми Шерер, француски генерал. (* 1747)

### Октобар
- 2. октобар — Никола Кињо, француски проналазач, познат по томе што је изумео први аутомобил на свету. (* 1725)